# ラップトゥディ
『ラップトゥディ』は、日経CNBCで放送されている経済ニュース番組である。
東京株式市場が取引を終える昼の3時前後に生放送される番組で、その日1日のマーケットの動きを当日の主要ニュースや注目株の分析などを通して検証する。それとともに、アジア・オセアニア各国主要株式市場の動向速報、日本経済新聞記者や証券会社のマーケット最前線のスタッフたちへのインタビュー・解説も行う。
2019年時点での放送時間は毎週月曜 - 金曜 14:45 - 16:20 （日本標準時）。また、同日 18:00 - 18:30 に「投資アイデア」パートの再放送が、19:00 - 19:45 に「きょうの総括」パートの再放送が行われる。

## 出演者
- アンカー：曽根純恵[1]
- コメンテーター：大川智宏（月曜）、田嶋智太郎（火曜）、井村俊哉（水曜）、崔真淑（木曜）、平野憲一（金曜）[1]

## 過去の出演者
- サブキャスター：袰川有希、佐久間あすか、笹岡樹里（輪番出演）
- コメンテーター：岡崎良介、岡村友哉、鎌田恭幸、齋藤敏之、瀬川剛、直居敦